# Birgit Hesse
Birgit Hesse (ur. 16 lutego 1975 w Elmshorn) – niemiecka polityk i prawniczka, działaczka Socjaldemokratycznej Partii Niemiec (SPD), w latach 2014–2019 minister w rządach Meklemburgii-Pomorza Przedniego, przewodnicząca Landtagu Meklemburgii-Pomorza Przedniego.

## Życiorys
W latach 1994–1999 studiowała prawo na Uniwersytecie Christiana-Albrechta w Kilonii. W latach 1996–1997 odbyła również studia zagraniczne na Uniwersytecie Amsterdamskim na Wydziale Prawa. W 1999 roku zdała pierwszy, a w 2001 roku drugi państwowy egzamin prawniczy. Od 2002 do 2005 roku pracowała w Policji Krajowej Meklemburgii-Pomorza Przedniego, m.in. jako kierowniczka komisariatu policji w Wismarze oraz referentka ds. ruchu drogowego.
Do SPD wstąpiła w 2007 roku. W latach 2005–2008 była zastępczynią starosty powiatu Nordwestmecklenburg. W latach 2008–2014 pełniła urząd starosty tego powiatu. Od stycznia 2014 do października 2016 sprawowała funkcję ministra pracy, równości i spraw społecznych Meklemburgii-Pomorza Przedniego. Następnie od listopada 2016 do maja 2019 była ministrem edukacji, nauki i kultury Meklemburgii-Pomorza Przedniego. Od 4 października 2016 roku zasiada w Landtagu Meklemburgii-Pomorza Przedniego. 
22 maja 2019 roku została wybrana na przewodniczącą tego parlamentu.